# أعح حتب الثانية
إياح حتب الثانية أو أعح حتب الثانية، هي ملكة مصرية قديمة و زوجة ملك عاشت في نهاية الأسرة السابعة عشرة، و هي على الأرجح زوجة الملك كامس.

## أكثر من أعح حتب واحدة
عبر السنوات تغيرت تسميات و كذلك ترتيب الملكات المسميات أعح حتب، و فيما يلي ملخص لهذه الاختلافات:
- أواخر القرن التاسع عشر : أعتُقِد أن أعح حتب الأولى زوجة الملك سقنن رع الثاني، و قد اعتبر بعض الخبراء أن تابوتي الدير البحري و ذراع أبو النجا كانا كلاهما لها، كما كان يعتقد أن أعح حتب الثانية زوجة الملك أمنحتب الأول، و اعتقد البعض أن تابوت خبيئة الدير البحري ينتمي إلى الملكة أعح حتب الثانية في هذا السياق.
- أواخر القرن العشرين : في السبعينيات، اكتشف أن تابوت الدير البحري يحمل لقب "أم الملك"، و لكن أمنحتب الأول لم ينجب أبناءاً، و في ذلك إشارة إلى كونها ربما أم الملك أحمس الأول.
و في عام 1982، اقترح عالم الآثار الأمريكي روبنز أن أعح حتب الأولى هي مالكة التابوت المذهب المعثور عليه في ذراع أبو النجا، و أعح حتب الثانية هي الملكة المذكورة على تابوت دير البحري و أعح حتب الثالثة هي الملكة المذكورة على تمثال الأمير أحمس سابير.
- القرن الحادي و العشرون (الحاضر) : بالسير وراء ما رأي عالما الآثار دودسون و هيلتون ( عام 2004)، أعح حتب الأولى هي زوجة الملك سقنن رع الثاني و أم الملك أحمس الأول، و أعح حتب الثانية هي الملكة المعروفة من التابوت المذهب الذي وجد في ذراع أبو النجا و ربما كانت زوجة الملك كامس. (و ليس هناك أعح حتب الثالثة).

## عائلتها
يعتقد على الأرجح أن أعح حتب الثانية هي زوجة كامس و ربما أم الملكة أحمس سات كامس. و من الممكن أن تكون أعح حتب الثانية متطابقة مع ملكة تعرف باسم أعح حتب الأولى. و إذا كان الأمر كذلك فإنها قد تكون متزوجة من سقنن رع تاعا الثاني بدلا من كامس.
و لم يتم العثور على لقب أم الملك إلا على تابوت خبيئة الدير البحري و ليس على المعدات الجنائزية المكتشفة في ذراع أبو النجا. و يمكن القول بأن أعح حتب الثانية كان زوجة ملكية ولكن لم تكن أماً ملكية، و بالتالي ليست هي نفسها أعح حتب الأولى.

## مدفنها

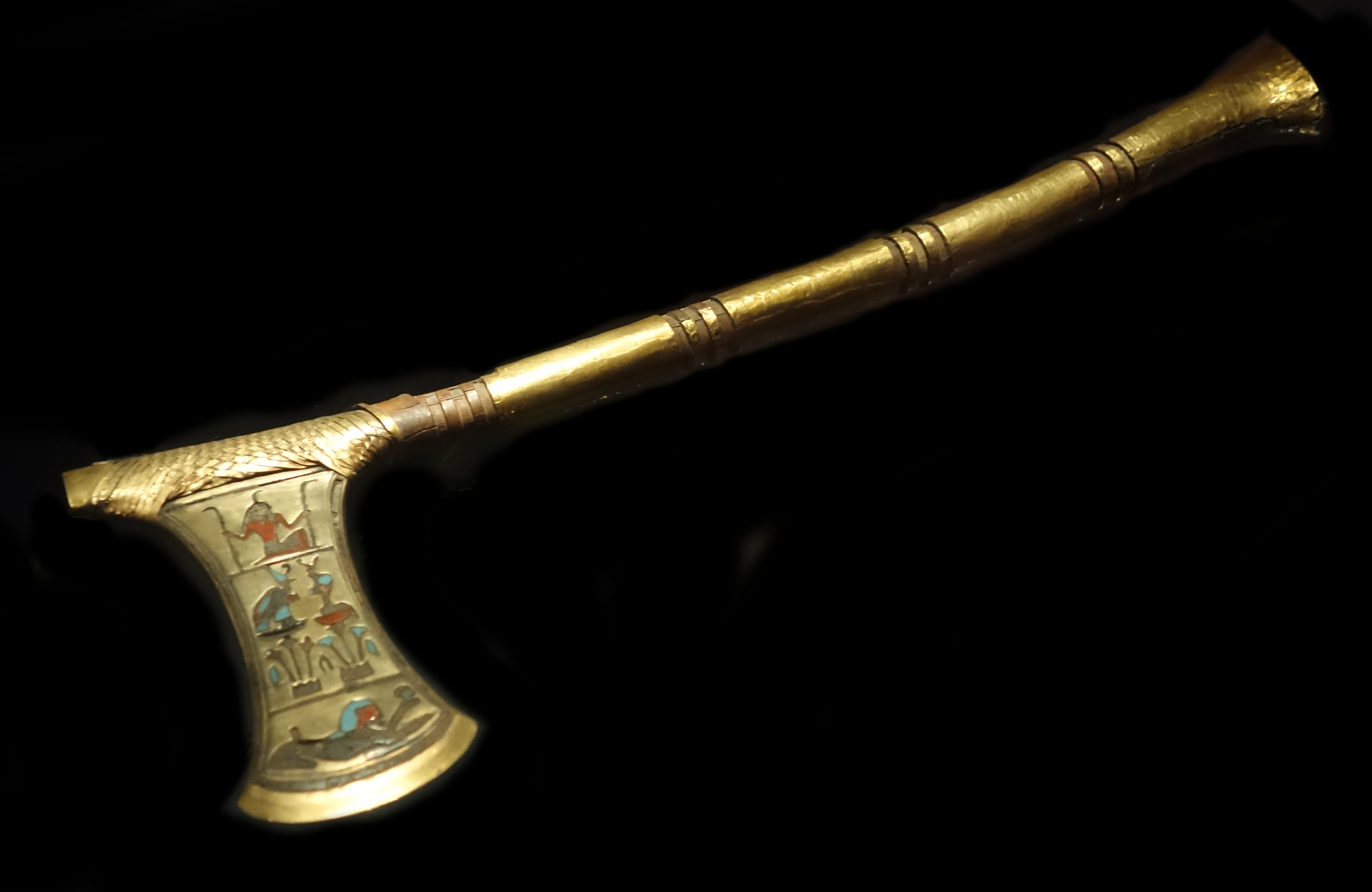
الفأس الاحتفالية لأحمس الأول بمتحف الأقصر

و قد دفنت أعح حتب الثانية في ذراع أبو النجا و أعيد اكتشافها في عام 1858 من قبل عمال يعملون لدى عالم الآثار أوجوست مارييت. و قد ضم القبر مومياءها (دمرت في 1859) و الذهب و الفضة و المجوهرات، و تم نقش شفرة محفورة من النحاس و الذهب و الإلكتروم، و قد وجد كذلك ثلاث ذبابات ذهبية و هي أوسمة عسكرية لا تمنح إلا لمن أدى واجبه في ميدان القتال ببسالة، و كان هناك عدد من الأشياء تحمل اسم كامس و أشياء أخرى تحمل اسم الملك أحمس الأول.